# Johan Fredric Ehrenstam
Johan Fredric Ehrenstam, född 29 december 1800 i Svea livgardes församling, Stockholm, död 5 februari 1849 i Skeppsholms församling, Stockholm, var en svensk överste och sjöminister.
Johan Fredric Ehrenstam deltog i ett flertal sjöexpeditioner och var fartygschef bland annat vid korvetten Najadens långresa i Atlanten och till Sydafrika 1846–1847. Han var sekundchef för flottans konstruktionskår 1847 samt statsråd och chef för Sjöförsvarsdepartementet 1848–1849. Han var ledamot av Kungliga Örlogsmannasällskapet från 1830, Kungliga Krigsvetenskapsakademien från 1839, blev riddare av svärdsorden 1844 och kommendör av samma orden 1848. Ehrenstam var ledamot av riksdagen för ridderskapet och adeln vid riksdagarna 1840–1841, 1844–1845 och 1847–1848.
Ehrenstam gifte sig 1827 med Constance Sofia Carolina af Trolle, dotter till kaptenen August Edvard af Trolle och Hedvig Birgitta de Frese.